# ŽSK Hermes
ŽSK Hermes bio je slovenski nogometni klub iz Šiške, četvrti Ljubljane, djelovao od 1919. do 1941. godine.

## O klubu
Športni klub Hermes osnovan je 1919. i 1920. Osnivači su bili male skupine šegrta i učenika, koji su uglavnom dolazili iz obitelji željezničara nastanjenih u tljubljanskom predgrađu Šiška.
Prvo nogometno igralište Hermesa zapravo je bila javna ulica, odnosno tadašnja Šolska ulica u Šiški. Nogometna igra kasnije se preselila na vojno uzletište koje se nalazilo nekoliko stotina metara od današnjeg šišanskog stadiona. Prvotni entuzijazam šišanskih nogometnih pionira ubrzo je doveo do odluke da osnuju pravi klub u kojem su svi igrači bili i članovi odbora. Pripremni odbor vodio je Avgust Kožar s tajnikom Mirkom Rozmanom, a prvi izabrani predsjednik kluba bio je Bruno Favai. Osnivačka glavna skupština održana je 14. svibnja 1920. godine u tadašnjoj gostionici Štepic u Spodnjoj Šiški. Jesu li se mladi momci iz Spodnje Šiške pri imenovanju kluba sjetili prvog Hermesa i predložili isto ime za svoj novi klub ili je na njih utjecalo poznavanje grčke mitologije u kojoj je lik Hermesa s lijepom atletskom figurom pobudio želju za oponašanjem, vjerojatno će ostati neriješeno pitanje u povijesti SK Hermes. Prvu službenu utakmicu momčad Hermesa odigrala je 22. kolovoza 1920. protiv gradskog rivala SK Svobode i slavila 3:2. Utakmica je odigrana na terenu Hermesa.
Klub se brzo razvijao sve do trenutka kada im vlasnik aerodromske livade, obitelj Knez, više nije dopuštala igranje nogometa na svom imanju, pa se nogometna obitelj Hermes morala preseliti u nekadašnji Sokolski dom u Šiški. Radilo se o izuzetno maloj travnatoj površini, koja je uz to sa svih strana bila ograđena betonskim zidovima, zbog čega je bilo gotovo nemoguće normalno igrati nogomet. No, nakon samo godinu dana neumorni Hermežani uspjeli su pronaći gostoljubivi "krov" drugdje, ovoga puta na starom Ilirijinom igralištu nasuprot pivovare Union, gdje su u više-manje prijateljskim odnosima s domaćinima iz redova SK Ilirije odvijali svoje nogometne aktivnosti sve dok (točnije do sezone 1929./30.) uprava željeznice nije dopustila korištenje polja i livada između gorenjske i kamniške pruge za njihove sportske svrhe.
Povezanost kluba s Direkcijom državnih željeznica u Ljubljani datira još od 1925. Dana 22. kolovoza 1925. sazvana je izvanredna glavna skupština na kojoj je izabrano novo vodstvo. Predsjednik postaje Vekoslav Kepec, dopredsjednik Hrabroslav Sever, a tajnik Ivo Lukežič. Mala promjena, vrlo važna za klub u kasnijem razdoblju, dogodila se kada je vijećnik Ivan Barl na skupštini predložio da se klub preimenuje u Železniški športni klub Hermes, s ciljem poticanja interesa uprave željeznice za razvoj kluba. Taj se potez ubrzo pokazao uspješnim; klub je preuzeo tadašnji ravnatelj Direkcije državnih željeznica u Ljubljani inž. Dimitrije Knežević. Obnovljeni Hermes također je preuzeo inicijativu da se svi željeznički klubovi u zemlji ujedine u jedinstvenu željezničku sportsku organizaciju i organiziraju međusobna natjecanja. Financijska kriza s kojom se klub borio tijekom svog postojanja je riješena, ali klub nije doživio neki poseban uzlet. Novca je bilo više, ali u klubu se nije puno promijenilo. Ustrajnost i hrabrost članova, koji su održali klub i nisu posustajali pred teškoćama vremena, nekako su nagrađeni tek 1929. i 1930. godine. Tada je Uprava željeznice klubu ustupila prostor između kamniške i gorenjske pruge, a uprava željeznica nije ostala gluha ni kad je Hermes sebi postavio, kako piše Jutro, "gotovo nemoguć zadatak: izgraditi moderan sportski stadion u Ljubljani na polja i livade i jame pune pepela."
Hermežani su isprva dobrovoljnim radom preuređivali zapuštena polja i livade u igralište s atletskom stazom, koje je 5. rujna 1931. svečano otvorio tadašnji gradonačelnik Ljubljane dr. Dinko Puc. Upriličena je dvodnevna svečanost otvorenja, za koju Jutro piše kako će "za razvoj Hermesa, pa tako i za Šišku, ovo biti vrlo važan dan u povijesti, kada će se u njenom srcu otvoriti ponosni sportski dom, okupljalište sportaša i škola za buduću nogometnu elitu", te euforično nastavlja "ne samo Hermes, nego i cijela sportska Ljubljana i Slovenija pozdravljaju ovaj Hermesov čin kojim je dokazao što vrijedne ruke i doista idealna ljubav prema zdravoj sportskoj ideji mogu učiniti".
Šišensko igralište u to je vrijeme bilo treće redovno nogometno igralište za odigravanje utakmica u Ljubljani. Budući da klub nije imao razvijenu atletsku sekciju, biciklisti su odmah počeli koristiti atletsku stazu i pretvorili je u trkalište. Tako je bilo sve do kraja tridesetih godina kada je klupska uprava, uz sufinanciranje uprave željeznice i pojedinih pokrovitelja i prijatelja kluba, konačno odlučila izgraditi moderan sportski objekt u Šiški. Napravili su nasipe i uredili obje staze, unutra atletsku, a oko nje moto stazu. Stadion je bio najveći u Sloveniji i mogao je primiti oko 20.000 gledatelja. Na kraju im je ponestalo novca samo za izgradnju tribine, ali su ipak skupili dovoljno sredstava za izgradnju privremene drvene tribine. “Najljepše sportsko borilište u našoj zemlji”, kako je Jutro pisalo, otvoreno je 20. listopada 1940. godine, a svečanosti otvorenja, koje je svojim glazbenim nastupom uljepšao sastav Sloga, nazočili su, uz tadašnjeg predsjednika kluba Josipa Jesiha, svi istaknuti predstavnici vojnih i civilnih vlasti. Nakon svečanosti otvorenja uslijedio je svečani blagoslov polja koji je obavio tadašnji ljubljanski biskup dr. Grigorij Rožman. Jutro piše kako je klub tako dobio teren koji "treba služiti za primjer drugima", te dodaje kako "Hermes zaslužuje priznanje i zahvalu što je Ljubljani, a posebno njenom jakom željezničkom klubu, dao najljepšu sportsku arenu u Sloveniji".
Klupske boje 1932. bile su bijela i modra, a klupska adresa Frankopanova 26.
Železničarski športni klub Hermes s pravom se može smatrati trećim najznačajnijim klubom ljubljanskog nogometa, uz SK Iliriju i ASK Primorje, jer je nastupio u 16 od 22 prvorazredna natjecanja Ljubljanskog nogometnog podsaveza (1922./23., 1923./24., 1924./25., 1925./26., 1926./27., 1927./28., 1928./29., 1929./30., 1930./31., 1933./34., 1934./35., 1935./36., 1936./37., 1937./38., 1938./39., 1939./40.). Hermes je postao drugi najjači nogometni klub u Ljubljani 1922./23. i 1923./24., ali je ubrzo izgubio tu poziciju. U sezoni 1924./25. igrao je u jedinstvenoj slovenskoj prvoj ligi, gdje je završio na četvrtom mjestu među sedam slovenskih momčadi. Hermes nije postigao zapaženije rezultate u natjecateljskim sustavima Ljubljanskog nogometnog podsaveza sve do sezone 1933./34., kada je ponovio svoj dotadašnji najbolji rezultat još jednim četvrtim mjestom u jedinstvenoj slovenskoj prvoj ligi.
U sezoni 1935./36. ŽSK Hermes zauzima drugo mjesto u ljubljanskoj skupini prvog podsaveznog razreda (prvo mjesto zauzela je ekipa ASK Primorje), što je bilo dovoljno za plasman u doigravanje za državno prvenstvo.
Na kraju vjerojatno najturbulentnije sezone u povijesti prvenstva Ljubljanskog nogometnog podsaveza (raspuštanje nogometnih sekcija SK Ilirija i ASK Primorje te formiranje SK Ljubljana neposredno pred početak doigravanja državnog prvenstva), Hermes je zauzeo posljednje, četvrto mjesto u doigravanju koje je ovoga puta organizirano po dvokružnom ligaškom sustavu s četiri kluba (SK Ljubljana, SK Železničar Maribor, ČŠK Čakovec i ŽSK Hermes). U sezoni 1935./36. Hermes je uglavnom igrao u sljedećem sastavu: Oblak, Berglez, Košmerlj, Primar, Košenina, Krelič, Derenda, Brodnik, Svetic, Mokorel i Klančnik. Na kraju sezone od plavog dresa Hermežana oprostio se i dugogodišnji prvi vratar i legenda kluba Mirko Oblak, koji je nakon završetka sezone otišao na odsluženje vojnog roka.
Hermes je u sezoni 1937./38. ostvario prvo mjesto u ljubljanskoj skupini ćime je izborio završnu skupinu koja je i ovoga puta organizirano po dvokružnom ligaškom sustavu. Hermes je ostvario četvrto mjesto u konkurenciji šest klubova. Razdoblje dobrih rezultata Hermes okončalo je sa sezonom 1938./39. u kojoj je zauzeo drugo mjesto u ljubljanskoj skupini (prvoplasirana momčad bila je SK Bratstvo Jesenice), a potom je u završnom dijelu prvenstva, koje se ovoga puta odvijalo po eliminacijskom sustavu, ispao u prvom krugu od I. SSK Maribor (poraz 2:0 i remi 2:2). Zbog pokroviteljstva Direkcije državnih željeznica Hermes je imao nešto više novca od većine tadašnjih slovenskih nogometnih klubova, ali je ipak bio u velikoj sjeni gradskih rivala SK Ilirije i AŠK Primorja, a kasnije i SK Ljubljane. 
Najpoznatiji igrač Hermesa bio je vratar Maksimilijan Mihelčič koji je iz Hermesa prešao u redove zagrebačkog Građanskog i tamo se profilirao kao najbolji vratar u Jugoslaviji. Igrao je i za reprezentaciju te je bio neukazani vratar jugoslavenske reprezentacije na prvom Svjetskom prvenstvu u Urugvaju 1930. godine, na kojem nije nastupio zbog spora oko preseljenja sjedišta Jugoslavenskog nogometnog saveza iz Zagreba u Beograd. U redovima Hermesa karijeru su započeli i kasniji igrači Ilirije Vekoslav Dolinar i Josip "Joža" Pleš, te kasniji igrači Primorja Adolf Erman (napadač i prvi strijelac lige), Emil Uršič, Pavel Zemljak i Slavko Svetic. Među igračima koji su veći dio svoje karijere odigrali za ŽSK Hermes, uz legendarnog vratara Mirka Oblaka (koji je po potrebi igrao i na drugim pozicijama u momčadi), valja spomenuti i legendu kluba, Albina Zalokara koji je u plavom dresu Hermesa odigrao više od 300 utakmica, Antona Pleša (koji je za razliku od brata Josipa bio vjeran ŽSK Hermes kroz cijelu karijeru), Avgusta Klančnika, napadača, brata Vilija i Rafaela Svetica, te dugogodišnji kapetan ŽSK Hermes Lado Košenina. Uz ŽSK Hermes, u Ljubljani je djelovao još jedan nogometni klub Železničar pod nazivom SK Sloga do 1936. godine, kada su se dva kluba spojila. No, tijekom svog djelovanja nije postigla značajnije uspjehe.
Nakon Drugog svjetskog rata nogomet je trebao biti reorganiziran jer su sve krovne organizacije ukinute ili raspuštene, mnogi tereni uništeni, a većina klubova nije djelovala. Osobito su se u Ljubljani ponovno okupila neka stara sportska društva, ali njihovo djelovanje je kratko trajalo. Najpoznatiji od njih, SK Ljubljana, nedugo nakon oslobođenja grada, točnije 20. svibnja 1945., odigrao je prijateljsku utakmicu s momčadi 7. korpusa na kojoj se okupilo 1500 Ljubljančana zaljubljenih u nogomet. No zajedno s ostalima i klub se ubrzo rasformirao jer je sport u novoj socijalističkoj zemlji bio organiziran na drugačijim temeljima. Tako je 3. lipnja osnovan Fizkulturni odbor Slovenije (FOS), koji je iduće godine preimenovan u Fizkulturno Zvezo Slovenije (FZS), a počeli su nastajati novi fiskulturni klubovi za kao temeljne građevne jedinice tjelesnog odgoja, često formirani oko predratnih centara. Karakteristika fiskulturnih klubova je da su u svom okviru njegovali i gimnastiku i razne druge sportove. Barem teoretski, jer su na mnogim mjestima zapravo djelovale samo nogometne sekcije. U Šiški, gdje je prije djelovao slavni Hermes, 8. lipnja održana je osnivačka skupština FD Železničar, koji je od svog prethodnika preuzeo stadion, boje i igrački kadar, a sličan razvoj događaja vidljiv je i u većini drugih primjera.

## Unutarnje poveznice
- Ljubljana

## Vanjske poveznice
- Zgodovina nogometa v Kraljevini SHS/Jugoslaviji in v času okupacije
- Zbornik Medobčinske nogometne zveze Ljubljana 1920–2020